# Anne-Marie Rindom
Anne-Marie Rindom (Søllerød, 14 de junio de 1991) es una deportista danesa que compite en vela en las clases Europe y Laser Radial.
Participó en cuatro Juegos Olímpicos de Verano, entre los años 2012 y 2024, obteniendo tres medallas, bronce en Río de Janeiro 2016, oro en Tokio 2020 y plata en París 2024, en la clase Laser Radial.
Ganó siete medallas en el Campeonato Mundial de Laser Radial entre los años 2015 y 2024, y tres medallas en el Campeonato Europeo de Laser Radial entre los años 2017 y 2020. Además, obtuvo dos medallas en el Campeonato Mundial de Europe, oro en 2009 y plata en 2008.
Fue la abanderada de Dinamarca en la ceremonia de apertura de los Juegos Olímpicos de París 2024 junto con el jugador de balonmano Niklas Landin.
En 2019 fue nombrada Regatista Mundial del Año por la Federación Internacional de Vela.

## Palmarés internacional
| Campeonato Mundial | Campeonato Mundial       | Campeonato Mundial | Campeonato Mundial |
| Año                | Lugar                    | Medalla            | Clase              |
| ------------------ | ------------------------ | ------------------ | ------------------ |
| 2008               | Santo António (Portugal) | Medalla de plata   | Europe             |
| 2009               | Brest (Francia)          | Medalla de oro     | Europe             |

| Juegos Olímpicos   | Juegos Olímpicos         | Juegos Olímpicos  | Juegos Olímpicos |
| Año                | Lugar                    | Medalla           | Clase            |
| ------------------ | ------------------------ | ----------------- | ---------------- |
| 2016               | Río de Janeiro (Brasil)  | Medalla de bronce | Laser Radial     |
| 2020               | Tokio (Japón)            | Medalla de oro    | Laser Radial     |
| 2024               | París (Francia)          | Medalla de plata  | Laser Radial     |
| Campeonato Mundial |                          |                   |                  |
| Año                | Lugar                    | Medalla           | Clase            |
| 2015               | Al Musanah (Omán)        | Medalla de oro    | Laser Radial     |
| 2016               | Nuevo Vallarta (México)  | Medalla de bronce | Laser Radial     |
| 2018               | Aarhus (Dinamarca)       | Medalla de bronce | Laser Radial     |
| 2019               | Sakaiminato (Japón)      | Medalla de oro    | Laser Radial     |
| 2022               | Kemah (Estados Unidos)   | Medalla de oro    | Laser Radial     |
| 2023               | La Haya (Países Bajos)   | Medalla de bronce | Laser Radial     |
| 2024               | Buenos Aires (Argentina) | Medalla de oro    | Laser Radial     |
| Campeonato Europeo |                          |                   |                  |
| Año                | Lugar                    | Medalla           | Clase            |
| 2017               | Barcelona (España)       | Medalla de plata  | Laser Radial     |
| 2019               | Oporto (Portugal)        | Medalla de oro    | Laser Radial     |
| 2020               | Gdansk (Polonia)         | Medalla de plata  | Laser Radial     |